# Necroscia ischnotegmina
Necroscia ischnotegmina är en insektsart som beskrevs av Bragg 2005. Necroscia ischnotegmina ingår i släktet Necroscia och familjen Diapheromeridae. Inga underarter finns listade i Catalogue of Life.